# Ville Hara

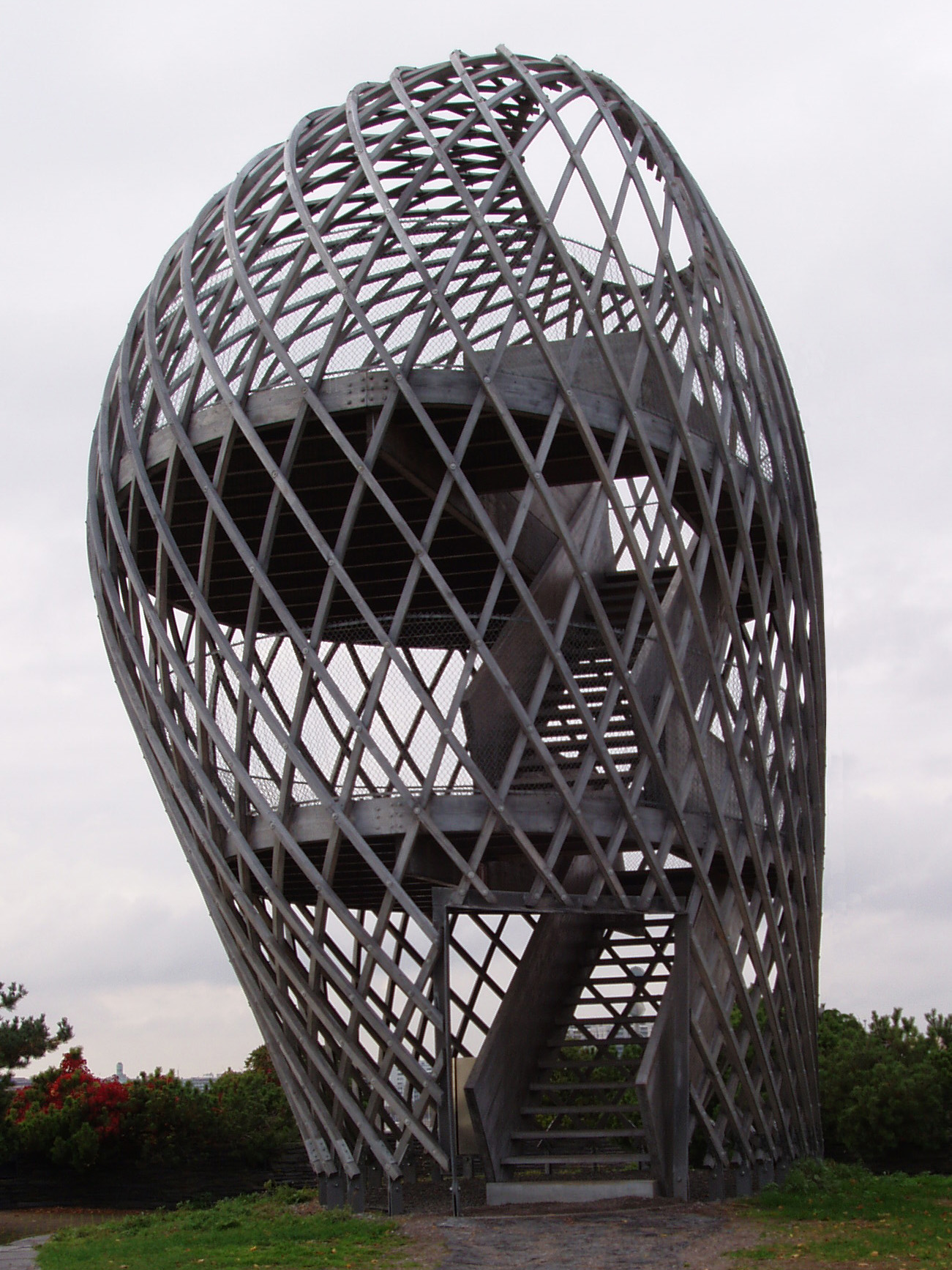
Kupla, utsiktstorn på Högholmen i Helsingfors

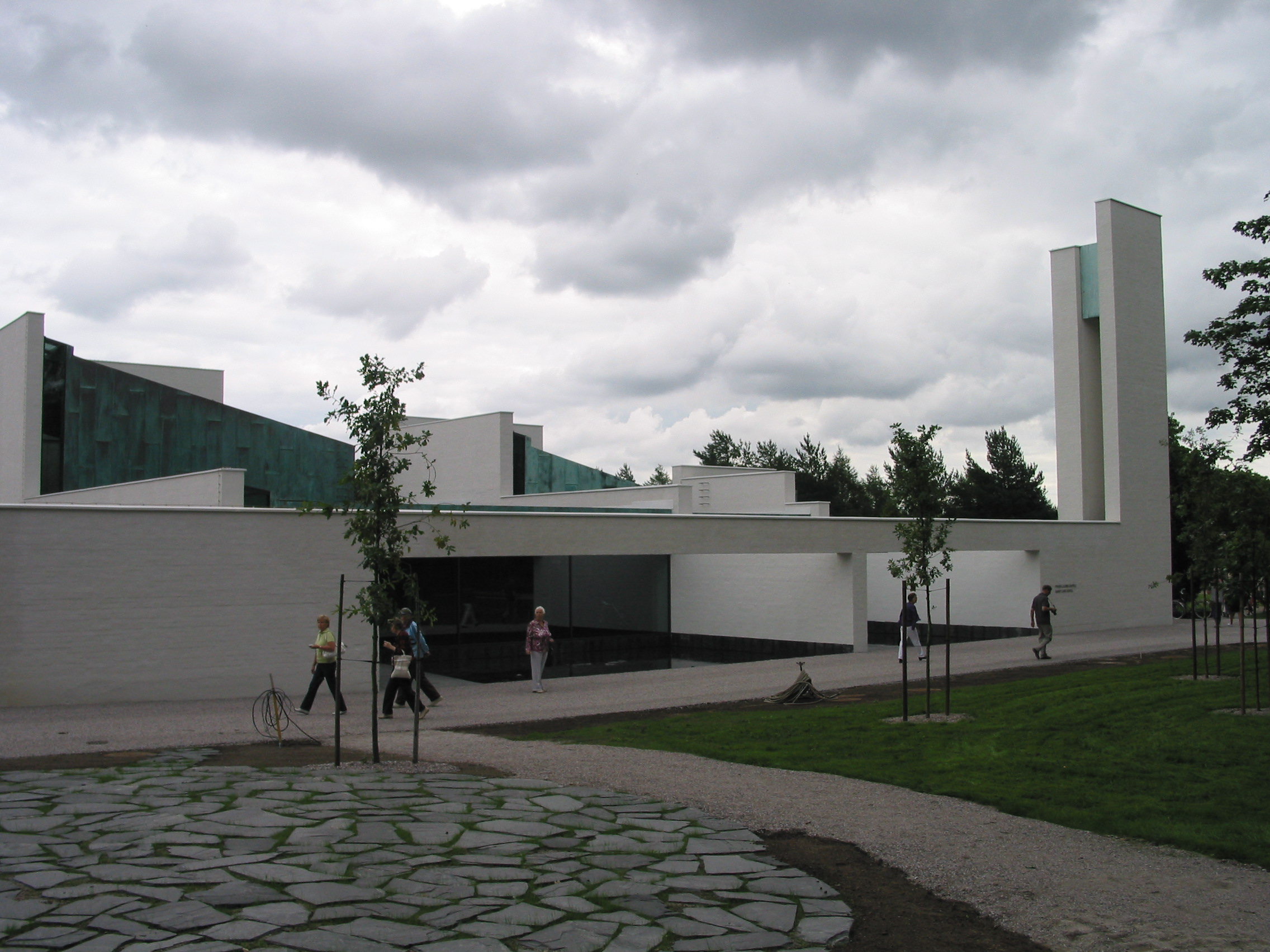
S:t Lars kapell i Vanda

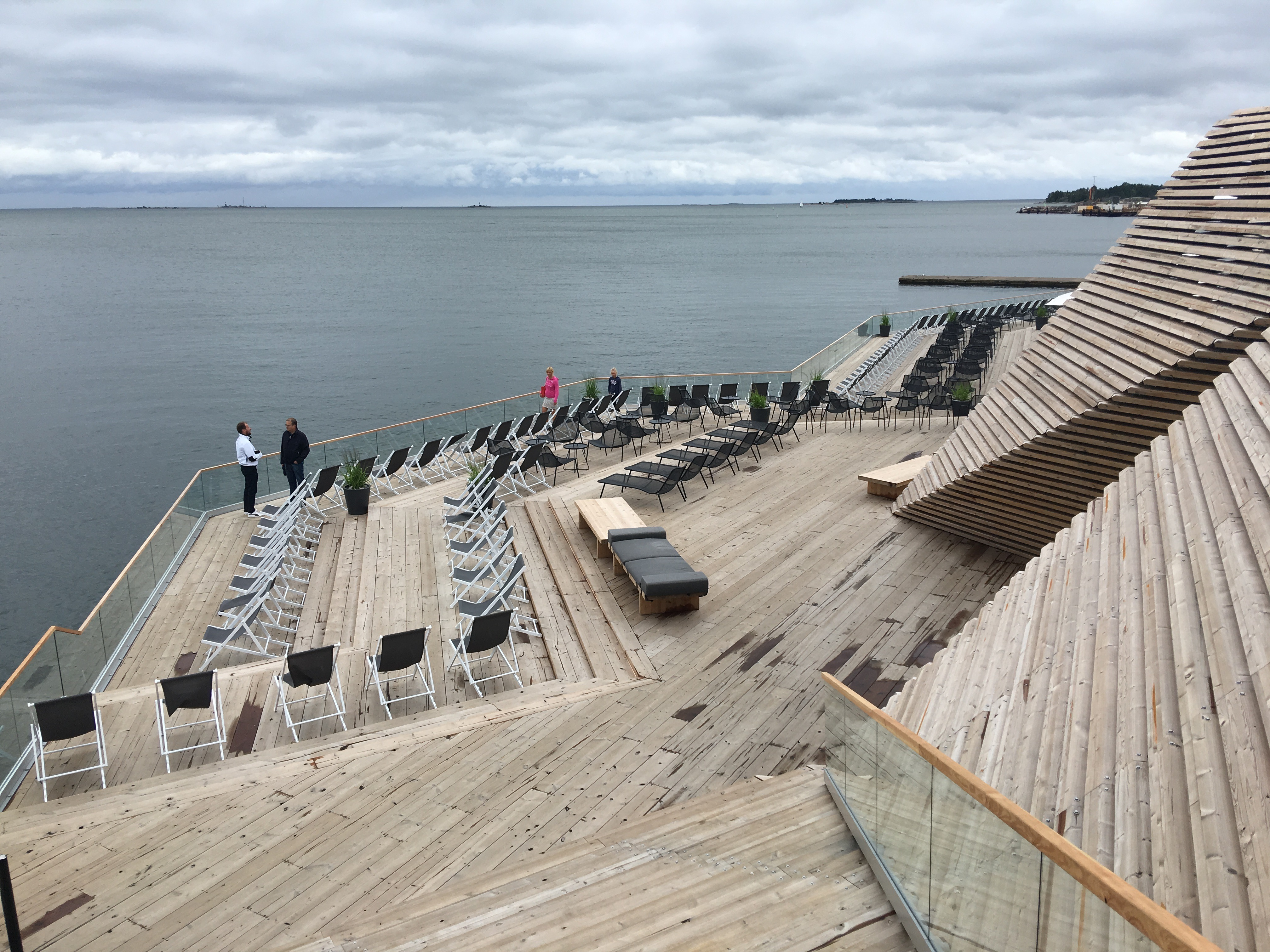
Löyly på Ärtholmen i Helsingfors

Ville Hara, född 1974, är en finländsk arkitekt. 
Ville Hara har utbildat sig vid École nationale supérieure d'architecture de Paris-Belleville i Frankrike 1997–1998 samt med början 1994 vid Helsingfors tekniska högskola i Helsingfors, där han avlade examen som arkitekt 2002. Hans examensarbete avsåg Kupla (svenska: "Bubblan"), ett utsiktstorn i trä på Högholmen i Helsingfors. Han har sedan 2004 undervisat vid Helsingfors tekniska högskola.
Tillsammans med Anu Puustinen driver Ville Hara sedan 2004 Avanto arkkitehdit Oy i Helsingfors. 

## Byggnader i urval
- Kupla (svenska: "Bubbla"), utsiktstorn på Högholmen i Helsingfors, trä, 2002
- S:t Lars kapell i Vanda, 2010 (tillsammans med Anu Puustinen)[2]
- Löyly på Ärtholmen i Helsingfors, 2016 (tillsammans med Anu Puustinen)